# Renato Dario Lupo
Renato Dario Lupo (Taranto, 1893 – Donec, 22 gennaio 1943) è stato un militare italiano, insignito della medaglia d'oro al valor militare alla memoria nel corso della seconda guerra mondiale.

## Biografia
Nacque a Taranto nel 1893, figlio di Antonio e Maria Perone. Arruolatosi nel Regio Esercito, fu nominato sottotenente di complemento nel luglio 1915, partecipando poi alla prima guerra mondiale con il 9º Reggimento fanteria e poi con il 113º Reggimento fanteria, operando sempre sull'altipiano del Carso e rimanendo ferito due volte in combattimento. Passato in servizio permanente effettivo nel 1916, fu promosso tenente nel febbraio 1917. Dopo la fine della guerra prestò successivamente servizio nel 1º Reggimento coloniale di marcia, nel 4º Reggimento fanteria mobilitato e nel 47º Reggimento fanteria, dove nel novembre 1927 fu promosso capitano in forza al Comando Militare della Sardegna ed infine, dal 1935, presso l'Istituto Geografico Militare di Firenze. Promosso maggiore nel 1937 e destinato in servizio presso l'83º Reggimento fanteria, nel marzo 1940 ritornò all'Istituto Geografico a Firenze, dove fu promosso tenente colonnello nel settore successivo. Trasferito al 38º Reggimento fanteria della 3ª Divisione fanteria "Ravenna", partecipò alle operazioni di guerra contro la Jugoslavia e nei Balcani dall'aprile al maggio 1941. Assunto il comando del III Battaglione del reggimento, nel giugno del 1942 partì per l'Unione Sovietica. Cadde in combattimento a Donec il 22 gennaio 1943 e fu decorato di medaglia d'oro al valor militare alle memoria.

## Onorificenze
La sua città natale gli ha intitolato una via.

### Fonti
1. 1 2 3 4 5 6 7  Combattenti Liberazione.
2. 1 2 3  Gruppo Medaglie d'Oro al Valor Militare 1965, p. 192.
3. ↑   Medaglia d'oro al valor militare Lupo, Renato, su quirinale.it, Quirinale. URL consultato l'11 luglio 2021.